# 白云子祥
白云子祥，即僧實性，五代十国僧人，封州（今广东省封开县）人，姓名陳志庠，一说名子祥。
僧實性开始受记曹溪宗，后来在僧文偃门下，成为云门嫡嗣。他禅机圆朗，被南汉后主劉鋹礼重。召他入宫，赐在韶州开山建刹，名为白云寺，人称他为白云禅师。一说僧實性与僧性實是同一人，《南汉书》认为是两个人。